# Valery Tarsis
Valery Yakovlevich Tarsis (en ukrainien : Валерій Яковлевич Тарсіс, en russe : Вале́рий Я́ковлевич Та́рсис), né le 23 septembre 1906 à Kiev (Empire russe, aujourd'hui Kyïv, en Ukraine) et mort le 3 mars 1983 à Berne (Suisse), est un écrivain, critique littéraire et traducteur soviétique et ukrainien. Après avoir fait partie du Parti communiste de l'Union soviétique, il devient un opposant du régime communiste.

## Biographie
Valery Tarsis naît à Kiev en 1906 et devient diplômé de l'Université d'État de Rostov en 1929:65
Il traduit trente-quatre livres en russe:193
Pendant la Seconde Guerre mondiale, il est grièvement blessé à deux reprises.
Dans sa jeunesse, il rejoint le Parti communiste de l'URSS mais il perd ses illusions dans les années 1930. Il rompt officiellement avec le parti en 1960:65 En 1966, il affirme que son objectif en écrivant est de "lutter contre le communisme". Il parvient à faire sortir ses textes à l'étranger afin d'échapper à la censure du régime.
La parution à l'étranger en 1962 de son roman satirique The Bluebottle dans lequel il critique la bureaucratisation et l'absurdité du système communiste provoque son internement pendant huit mois dans un hôpital psychiatrique. Il décrit son internement dans son roman autobiographique Salle 7 : « All around him were faces exposed by sleep or distorted by nightmares ... it is always hard to be the only one awake, and it is almost unbearable to stand the third watch of the world in a madhouse... »
Salle 7 (en référence à Salle 6 de Tchekhov) critique l'utilisation de la psychiatrie pour réprimer la dissidence. Il s'agit d'un des premiers livres littéraires qui évoque les abus politiques de la psychiatrie en URSS:208. Tarsis laisse entendre que ce sont les docteurs qui sont fous tandis que les patients sont parfaitement sains d'esprit bien qu'inadaptés à la vie d'esclaves:208. L'hôpital est décrit comme une prison et les médecins comme des geôliers et comme des policiers qui espionnent:208. La plupart des médecins n'y connaissent rien à la psychiatrie et font des diagnostics arbitraires donnant à tous les patients le même médicament:208. Tarsis dénonce la psychiatrie soviétique en tant que pseudo-science et charlatanisme:208.
En 1966, Tarsis obtient l'autorisation d'émigrer à l'Ouest et il est bientôt déchu de sa nationalité soviétique. Il est maître de conférences à l'Université de Leicester et au Gettysburg College,.
Le KGB avait l'intention de compromettre sa carrière littéraire à l'étranger en diffusant des rumeurs sur son état mental:279. Un mémorandum daté de 1966 adressé au Politburo du Parti communiste de l'Union soviétique confirme que le « KGB continue l'opération pour compromettre Tarsis à l'étranger en tant que personne malade mentale »,. Il s'installe à Berne (Suisse) où il meurt le 3 mars 1983 à l'âge de 76 ans d'une crise cardiaque

## Citation
Dans le roman The bluebottle, un écrivain est affecté de façon forcée au ministère du logement et son supérieur lui explique ainsi sa position :
« Vous êtes la forme inférieure de l’existence. Vous devez recueillir les documents habituels des postulants. Rosalia Grib, l’inspectrice est votre supérieure. Vous êtes tous les deux contrôlés à votre tour par le conseiller juridique. Vous êtes tous contrôlés par moi et mes deux assistants. Je suis moi-même contrôlé, disait-il en comptant avec les doigts, par l’inspecteur de district (un), l’inspecteur du comité de district du Parti (deux), le suppléant du soviet du district, Ivan Soloviey (trois), le président lui-même (quatre) et enfin de nombreux fonctionnaires de l’administration du logement à Moscou, du soviet de la ville de Moscou, de la commission d’Etat de contrôle et d’une commission du soviet suprême... et ainsi de suite, sans fin. » - The bluebottle

## Œuvres
- The Bluebottle (1962)
- Salle 7. La perspective des fous (1965)
- The Pleasure Factory (1967)
- The Gay life (1968)